# HD221006
HD221006 — хімічно пекулярна зоря спектрального класу A0, що має видиму зоряну величину в смузі V приблизно  5,7.
Вона  розташована на відстані близько 380,1 світлових років від Сонця.

## Фізичні характеристики
Телескоп Гіппаркос зареєстрував фотометричну змінність  даної зорі з періодом    2,32 доби в межах від  Hmin= 5,63 до  Hmax= 5,58.

## Пекулярний хімічний склад
Зоряна атмосфера HD221006 має підвищений вміст 
Si
.

## Магнітне поле
Спектр даної зорі вказує на наявність магнітного поля у її зоряній атмосфері.
Напруженість повздовжної компоненти поля оціненої з аналізу
крил ліній Бальмера
становить  772,1± 163,8 Гаус.